# Chamath Palihapitiya

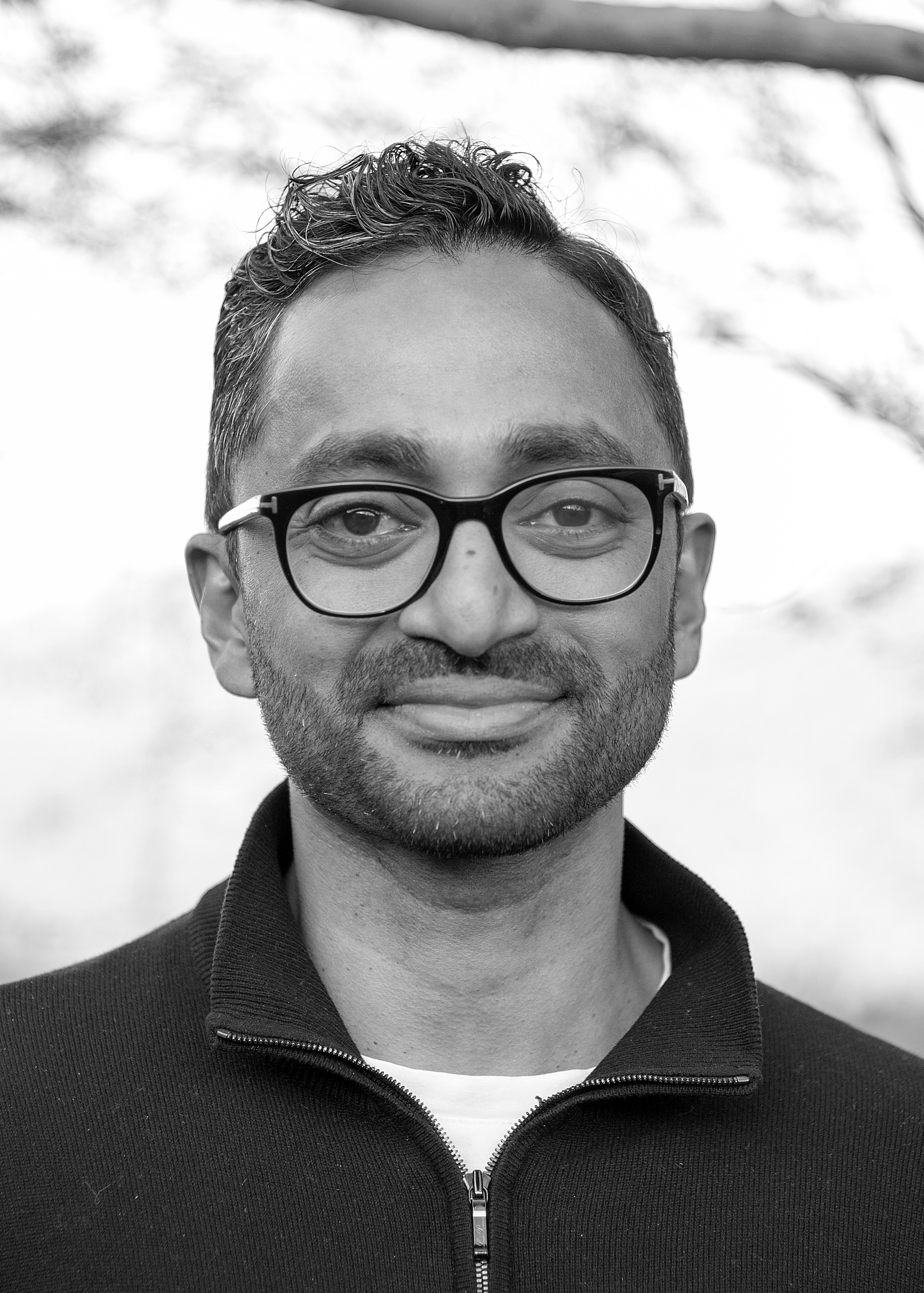
Chamath Palihapitiya (2016)

Chamath Palihapitiya (geboren am 3. September 1976 in Colombo, Sri Lanka) ist ein kanadisch-amerikanischer Unternehmer, Investor und Milliardär. Er ist Gründer und CEO des Investmentunternehmens Social Capital sowie Miteigentümer der Golden State Warriors.

## Werdegang
Palihapitiya wurde in Sri Lanka geboren und kam im Alter von sechs Jahren nach Kanada. Sein Vater arbeitete in der sri-lankischen Botschaft in Ottawa, dort ließ sich die Familie anschließend nieder. Dort ging er auf die Highschool, später machte er einen Abschluss in Elektrotechnik an der University of Waterloo. Ab 2001 arbeitete Palihapitiya bei AOL und war dort ab 2004 führender Verantwortlicher für den AOL Instant Messenger. Zum Ende des Jahres 2005 verließ er AOL, um sich dem Vorstand der Risikokapitalgesellschaft Mayfield Fund anzuschließen. Ab 2007 war Palihapitiya in leitender Position für das drei Jahre zuvor gegründete Unternehmen Facebook tätig und blieb dort bis 2011.
Im Jahr 2011 gründete Palihapitiya das Investmentunternehmen Social Capital, das im Jahr 2019 insgesamt 1,7 Milliarden US-Dollar erwirtschaftete. Im selben Jahr wurde er Miteigentümer des Basketballfranchise Golden State Warriors, das in der National Basketball Association (NBA) spielt.

## Poker
Palihapitiya spielt gelegentlich bei Live-Pokerturnieren mit hohen Buy-ins. Darüber hinaus ist er regelmäßig im Fernsehformat High Stakes Poker zu sehen, bei dem Cash Game gespielt wird.
Mitte Juni 2011 erzielte er bei der World Series of Poker (WSOP) im Rio All-Suite Hotel and Casino am Las Vegas Strip eine Geldplatzierung bei einem Turnier der Variante No Limit Hold’em. Drei Wochen später erreichte er auch beim Main Event der Turnierserie die bezahlten Plätze. Anfang Juli 2012 spielte er bei der WSOP mit dem Big One for One Drop das mit einem Buy-in von einer Million US-Dollar damals teuerste Pokerturnier weltweit, konnte sich jedoch nicht in den Geldrängen platzieren. Im März 2013 und 2014 kam Palihapitiya im kalifornischen San José jeweils beim Main Event der World Poker Tour in die Geldränge. Seitdem erzielte er bis dato keine weitere Geldplatzierung.

## Kontroversen
Palihapitiya geriet aufgrund seiner Aussagen während einer Podcast-Diskussion im Januar 2022 in der Öffentlichkeit in Kritik. Dort sagte er vor dem Hintergrund der Verfolgung und Umerziehung der Uiguren in China, wegen der China Verbrechen gegen die Menschlichkeit vorgeworfen wurden, dass das Schicksal der uigurischen Minderheit in China für „niemanden“, einschließlich seiner eigenen Person, von Interesse sei. Die Äußerungen lösten in den sozialen Medien heftige Reaktionen aus. Später räumte er auf Twitter ein, dass es seinen Kommentaren an Empathie gemangelt habe und er erklärte, dass „wichtige Themen wichtige Diskussionen verdienen.“ Er glaube, dass Menschenrechte wichtig seien, „ob in China, den Vereinigten Staaten oder anderswo.“